# Повернення в Кіллібеґс
«Повернення в Кіллібеґс» (фр. Retour à Killybegs) — роман французького журналіста і письменника Соржа Шаландона. Вперше вийшов у видавництві Грассе у серпні 2011. 27 жовтня 2011 роман відзначений Гран-прі Французької академії, а 5 листопада того ж року потрапив до короткого списку Гонкурівської премії.
У 2012 році роман був виданий українською мовою у перекладі Петра Таращука.
Прообразом головного героя роману став Деніс Дональдсон — колишній волонтер ІРА та член північноірландської політичної партії Шин Фейн.
Повернення в Кіллібеґс — це історія вірності і зради, історія самопожертви та боротьби головного героя роману, члена Ірландської Республіканської Армії, якого звуть Тайрон Міґен.
Події роману відбуваються впродовж усього життя головного героя на тлі боротьби, яку веде ІРА за визволення Північної Ірландії.
|                                                                            | Люди, з якими вас знайомить цей роман, носять у своєму серці прабатьківську кривду — наслідок страждань і принижень. Гельською ірландською мовою, що є національною, слова An Gorta Mor означають трагедію, яка стала початком усього. Звичайно, англійці колонізували острів ще кілька сторіч тому; звісно ще армії Кромвеля прогнали селян із його північно-східної частини і збройною рукою оселили там королівських колоністів; безперечно, ірландські католики були позбавлені всього. Але An Gorta Mor — «Великий голод» — прискорив процес, обернувши страждання в пекло… |
| — Сорж Шаландон «Повернення в Кіллібеґс» Передмова до українського видання | |